# Desenvolvimento do Windows 98
O Desenvolvimento do Windows 98 começa por volta de 1996, utilizando o codinome "Memphis" para se referir ao sistema. Muitas versões foram lançadas ou vazadas, começando com a versão número 1351, de 15 de dezembro de 1996 e terminando com o Windows 98 Segunda Edição.

## Microsoft Memphis

### Dezembro de 1996
Como a maioria dos sistemas operacionais feitos pela Microsoft anteriormente, o desenvolvimento do Windows 98 envolveu a criação de muitas compilações do software, algumas das compilações foram lançadas para serem testados e outras acabaram sendo vazadas.
Construção 1351, o primeiro vazamento de Memphis, cujo foi lançado em 15 de dezembro de 1996. Naquela época, era conhecido como Windows 97 ou Windows 9x.

## Windows Memphis Beta

### Fevereiro de 1997
Construção 1387 (beta 1), foi lançado em 7 de fevereiro de 1997.
Construção 1400 (beta 1), foi lançado em 25 de fevereiro de 1997.

### Abril de 1997
Construção 1423, foi lançado em 8 de abril de 1997.
Construção 1488, foi lançado em 26 de abril de 1997.

### Maio de 1997
Construção 1511, foi lançado em 30 de maio, 1997.

### Junho de 1997
Construção 1525, foi lançado em 26 de junho de 1997.
Construção 1532, também foi lançado em 26 de junho de 1997.

### Julho de 1997
Construção 1546 (Beta 2), foi lançado em 31 de julho de 1997 e expirou em 31 de janeiro de 1998.

## Windows 98 Beta

### Outubro de 1997
Construção 1602 (Beta 2.1), a primeira compilação com o nome Windows 98, cujo lançamento foi em 3 de outubro de 1997 e expirou em 31 de março de 1998. Foi a primeira construção a ser capaz de atualizar o Windows 3.1, um recurso não visto na versão Beta 2.

### Dezembro de 1997
Construção 1629 (Beta 3), foi lançado em 12 de dezembro de 1997 e expirou em 24 de agosto de 1998.

## Windows 98 Release Candidate

### Abril de 1998
Construção 1723.4 (Release Candidate 2), foi lançado em 10 de Abril de 1998 e terminou em 1 de abril de 2001.
Construção 1900.6 (Release Candidate 4), foi lançado em 28 de abril de 1998 e expirou em 1 de abril de 2001 respectivamente.

### Junho de 1998
Construção 1998, o Windows 98 foi finalizado e o lançamento foi em 25 de junho de 1998.

## Windows 98 Segunda Edição
Após o primeiro lançamento comercial do Windows 98, uma segunda edição foi desenvolvida.

### Abril de 1999
Construção 2183 (Release Candidate 1), foi lançado em 7 de abril de 1999 e terminou em 30 de janeiro de 2000.

### Maio de 1999
Construção 2222a, a versão final do Windows 98 Segunda Edição, foi lançada em 5 de maio de 1999. Ela vendeu mais cópias do Windows 98, e ofereceu maior confiabilidade e compatibilidade com dispositivos mais recentes.

## Ligações ERxternas
- Windows 98 Builds List[ligação inativa] – Uma lista completa de todas as compilações do Windows 98, incluindo a data de construção, data de lançamento de vazamento e até o laboratório onde compilou.